# 장동린
장동린(1968년 4월 17일~)은 대한민국의 바이애슬론 선수로, 1992년 동계 올림픽에 참가했다.